# Gessella
Gessella es un género fósil de la familia Haplomitriaceae.  Todos los fósiles conocidos provienen de principios del Pérmico de los depósitos del oeste de Selandia.